# Liste de journaux au Mexique
Cette page présente une liste de journaux mexicains.

## Nationaux
- Coyuntura
- Crónica
- El Diario de Monterrey
- El Diario del Yaqui
- El Diario de Yucatán
- Diario Oficial de la Federación
- El Economista
- Especialistas en Medios
- Etcétera
- Excélsior
- La Frontera
- El Heraldo
- El Imparcial
- El Informador
- La Jornada
- El Mexicano
- Mural
- El Nacional
- El Norte
- Milenio
- Notimex
- Novedades de México
- Novedades de Quintana Roo
- Novedades de Tabasco
- Novedades de Yucatán
- La Prensa
- Proceso
- Reforma
- Siglo 21
- Síntesis Hemerográfica Semanal
- La Tribuna del Yaqui
- El Universal
- VivirAqui
- Zeta

## Régionaux

### État deCoahuila
- El Siglo de Torreón (quotidien)

### État deDurango
- Victoria de Durango (quotidien)

### État deTamaulipas
- El Diario de Nuevo Laredo (quotidien)